# サイクリングフェスティバルあさま
サイクリングフェスティバルあさま (Cycling Festival ASAMA) は、群馬県・長野県境にそびえる浅間山に隣接する6市町村（軽井沢町、嬬恋村、長野原町、東御市、小諸市、御代田町）で行われる自転車競技のイベント。
山岳ロングライドイベントのグランフォンドと自転車による登坂競技ヒルクライムが行われている。

## イベント概要
毎年5月に行われている。2022年はグランフォンドは5月21日（土）、22日（日）。車坂峠ヒルクライム大会は5月15日
（日）
グランフォンドは同日、同コース、同エイドステーションでそれぞれの市町村が
スタート・ゴール地点とし浅間山1周するイベント。
スタート地点が異なるため、コース設計が変化しそれぞれ違った楽しみ方ができる。
グランフォンドKOMOROについては、アニメ、コミックス、キャラクター好きのためのサイクルイベントとして行われキャラクターサイクルウェア着用推奨やアニメ作品とのコラボを行っている。
- グランフォンド軽井沢（長野県・軽井沢町）
- グランフォンド嬬恋（群馬県・嬬恋村）
- グランフォンドKOMORO（長野県・小諸市）※キャラクターコンテンツとのコラボサイクルイベント
- ヴィオラフォンド信州とうみ（長野県・東御市）※女性のためのサイクルイベント

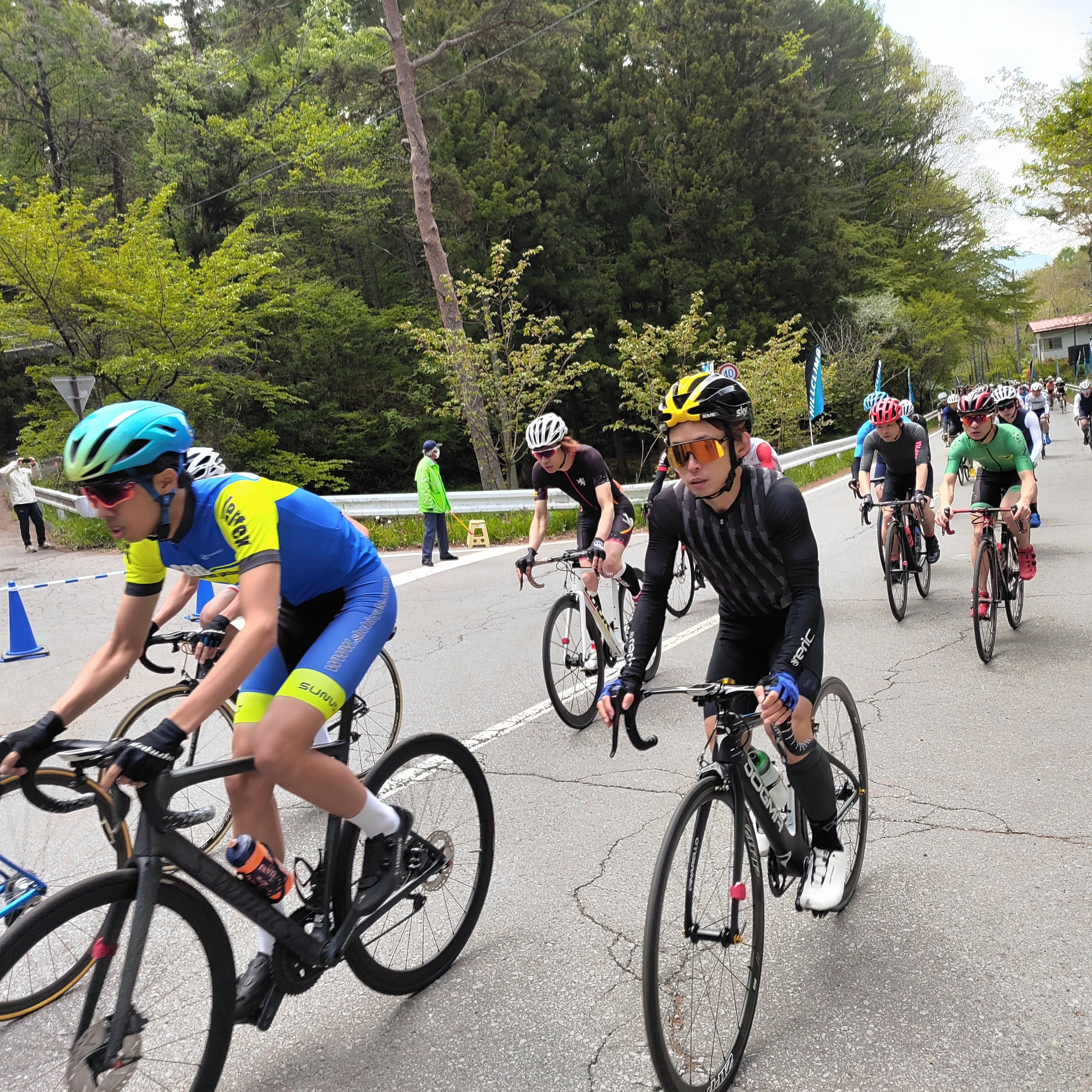
2022年5月15日に開催された車坂峠ヒルクライム大会で野馬取水源地付近を登る参加者

- 2022年5月15日に開催された車坂峠ヒルクライム大会で野馬取水源地付近を登る参加者車坂峠ヒルクライム（長野県・小諸市）